# Hoceva, Ivankiv
Hoceva (în ucraineană Хочева) este un sat în comuna Orane din raionul Ivankiv, regiunea Kiev, Ucraina.

## Demografie
Componența lingvistică a localității Hoceva
     Ucraineană (97,39%)
     Rusă (1,31%)
     Alte limbi (0,65%)
Conform recensământului din 2001, majoritatea populației localității Hoceva era vorbitoare de ucraineană (97,39%), existând în minoritate și vorbitori de rusă (1,31%).